# دنیس نیبلاس
دنیس نیبلاس (انگلیسی: Dennis Nieblas؛ زادهٔ ۱۶ اکتبر ۱۹۹۰) بازیکن فوتبال اهل اسپانیا است.
از باشگاه‌هایی که در آن بازی کرده‌است می‌توان به باشگاه فوتبال الشباب اردن اشاره کرد.